# Ministero della cultura e dello sport (Spagna)
Il Ministero della cultura (in spagnolo: Ministerio de Cultura; MC) è un dicastero del governo spagnolo responsabile: della tutela del patrimonio storico della nazione, della gestione dei musei, delle biblioteche e degli archivi statali, della diffusione e promozione della cultura spagnola come della cooperazione internazionale su tematiche culturali, in collaborazione con il Ministero degli affari esteri, dell'Unione europea e della cooperazione.
L'attuale ministro è Ernest Urtasun.
Il Ministero della cultura ha inoltre il compito di assegnare svariati riconoscimenti letterari, tra cui il Premio Miguel de Cervantes, il Premio nazionale delle Lettere Spagnole e il Premio Nazionale di Letteratura per la Narrativa di Spagna.

## Lista dei ministri
| Immagine                                                                                       | Nome (Nascita-Morte)                                                                           | Mandato                                                                                        | Mandato                                                                                        | Mandato                                                                                        | Partito                                                                                        | Partito                                                                                        | Presidente del Governo (Mandato)                                                               | Presidente del Governo (Mandato)                                                               | Monarca                   | Note                 |
| Immagine                                                                                       | Nome (Nascita-Morte)                                                                           | Inizio                                                                                         | Fine                                                                                           | Durata                                                                                         | Partito                                                                                        | Partito                                                                                        | Presidente del Governo (Mandato)                                                               | Presidente del Governo (Mandato)                                                               | Monarca                   | Note                 |
| ---------------------------------------------------------------------------------------------- | ---------------------------------------------------------------------------------------------- | ---------------------------------------------------------------------------------------------- | ---------------------------------------------------------------------------------------------- | ---------------------------------------------------------------------------------------------- | ---------------------------------------------------------------------------------------------- | ---------------------------------------------------------------------------------------------- | ---------------------------------------------------------------------------------------------- | ---------------------------------------------------------------------------------------------- | ------------------------- | -------------------- |
| Ministro della Cultura e del Benessere (1977) / Ministro della Cultura (1977-1996)             | Ministro della Cultura e del Benessere (1977) / Ministro della Cultura (1977-1996)             | Ministro della Cultura e del Benessere (1977) / Ministro della Cultura (1977-1996)             | Ministro della Cultura e del Benessere (1977) / Ministro della Cultura (1977-1996)             | Ministro della Cultura e del Benessere (1977) / Ministro della Cultura (1977-1996)             | Ministro della Cultura e del Benessere (1977) / Ministro della Cultura (1977-1996)             | Ministro della Cultura e del Benessere (1977) / Ministro della Cultura (1977-1996)             | Ministro della Cultura e del Benessere (1977) / Ministro della Cultura (1977-1996)             | Ministro della Cultura e del Benessere (1977) / Ministro della Cultura (1977-1996)             | Juan Carlos I (1975-2014) |                      |
|                                                                                                | Pío Cabanillas (1923-1991)                                                                     | 5 luglio 1977                                                                                  | 1º settembre 1977                                                                              | 1 anno e 275 giorni                                                                            |                                                                                                | PP                                                                                             |                                                                                                | Adolfo Suárez (1976-1981)                                                                      | Juan Carlos I (1975-2014) | [ 1 ] [ 2 ] [ 3 ]    |
| 1º settembre 1977                                                                              | Pío Cabanillas (1923-1991)                                                                     | 6 aprile 1979                                                                                  |                                                                                                | 1 anno e 275 giorni                                                                            |                                                                                                | PP                                                                                             |                                                                                                | Adolfo Suárez (1976-1981)                                                                      | Juan Carlos I (1975-2014) | [ 1 ] [ 2 ] [ 3 ]    |
| 1º settembre 1977                                                                              | Pío Cabanillas (1923-1991)                                                                     | 6 aprile 1979                                                                                  | UCD                                                                                            | 1 anno e 275 giorni                                                                            |                                                                                                |                                                                                                |                                                                                                | Adolfo Suárez (1976-1981)                                                                      | Juan Carlos I (1975-2014) | [ 1 ] [ 2 ] [ 3 ]    |
|                                                                                                | Manuel Clavero Arévalo (1926-2021)                                                             | 6 aprile 1979                                                                                  | 17 gennaio 1980                                                                                | 286 giorni                                                                                     |                                                                                                | UCD                                                                                            | [ 4 ] [ 5 ]                                                                                    | Adolfo Suárez (1976-1981)                                                                      | Juan Carlos I (1975-2014) |                      |
|                                                                                                | Ricardo de la Cierva (1926-2015)                                                               | 18 gennaio 1980                                                                                | 9 settembre 1980                                                                               | 235 giorni                                                                                     |                                                                                                | UCD                                                                                            | [ 6 ] [ 7 ]                                                                                    | Adolfo Suárez (1976-1981)                                                                      | Juan Carlos I (1975-2014) |                      |
|                                                                                                | Íñigo Cavero (1929-2002)                                                                       | 9 settembre 1980                                                                               | 27 febbraio 1981                                                                               | 1 anno e 84 giorni                                                                             |                                                                                                | UCD                                                                                            | [ 8 ] [ 9 ] [ 10 ]                                                                             | Adolfo Suárez (1976-1981)                                                                      | Juan Carlos I (1975-2014) |                      |
| 27 febbraio 1981                                                                               | Íñigo Cavero (1929-2002)                                                                       | 2 dicembre 1981                                                                                |                                                                                                | 1 anno e 84 giorni                                                                             | Leopoldo Calvo-Sotelo (1981-1982)                                                              | UCD                                                                                            | [ 8 ] [ 9 ] [ 10 ]                                                                             |                                                                                                | Juan Carlos I (1975-2014) |                      |
|                                                                                                | Soledad Becerril (1944-)                                                                       | 2 dicembre 1981                                                                                | 3 dicembre 1982                                                                                | 1 anno e 1 giorno                                                                              | Leopoldo Calvo-Sotelo (1981-1982)                                                              |                                                                                                | UCD                                                                                            | [ 11 ] [ 12 ]                                                                                  | Juan Carlos I (1975-2014) |                      |
|                                                                                                | Javier Solana (1942-)                                                                          | 3 dicembre 1982                                                                                | 26 luglio 1986                                                                                 | 5 anni e 222 giorni                                                                            |                                                                                                | PSOE                                                                                           |                                                                                                | Felipe González (1982-1996)                                                                    | Juan Carlos I (1975-2014) | [ 13 ] [ 14 ] [ 15 ] |
| 26 luglio 1986                                                                                 | Javier Solana (1942-)                                                                          | 12 luglio 1988                                                                                 |                                                                                                | 5 anni e 222 giorni                                                                            |                                                                                                | PSOE                                                                                           |                                                                                                | Felipe González (1982-1996)                                                                    | Juan Carlos I (1975-2014) | [ 13 ] [ 14 ] [ 15 ] |
|                                                                                                | Jorge Semprún (1923-2011)                                                                      | 12 luglio 1988                                                                                 | 7 dicembre 1989                                                                                | 2 anni e 255 giorni                                                                            |                                                                                                | Indipendente                                                                                   | [ 16 ] [ 17 ]                                                                                  | Felipe González (1982-1996)                                                                    | Juan Carlos I (1975-2014) |                      |
| 7 dicembre 1989                                                                                | Jorge Semprún (1923-2011)                                                                      | 13 marzo 1991                                                                                  |                                                                                                | 2 anni e 255 giorni                                                                            |                                                                                                | Indipendente                                                                                   | [ 16 ] [ 17 ]                                                                                  | Felipe González (1982-1996)                                                                    | Juan Carlos I (1975-2014) |                      |
|                                                                                                | Jordi Solé Tura (1930-2009)                                                                    | 13 marzo 1991                                                                                  | 14 luglio 1993                                                                                 | 2 anni e 123 giorni                                                                            |                                                                                                | PSC-PSOE                                                                                       | [ 18 ] [ 19 ]                                                                                  | Felipe González (1982-1996)                                                                    | Juan Carlos I (1975-2014) |                      |
|                                                                                                | Carmen Alborch (1947-2018)                                                                     | 14 luglio 1993                                                                                 | 6 maggio 1996                                                                                  | 2 anni e 297 giorni                                                                            |                                                                                                | Indipendente                                                                                   | [ 20 ] [ 21 ]                                                                                  | Felipe González (1982-1996)                                                                    | Juan Carlos I (1975-2014) |                      |
| Carica soppressa durante questo intervallo, competenze trasferite al Ministero dell'Istruzione |                                                                                                |                                                                                                |                                                                                                |                                                                                                |                                                                                                |                                                                                                |                                                                                                |                                                                                                | Juan Carlos I (1975-2014) |                      |
| Ministro della Cultura                                                                         |                                                                                                |                                                                                                |                                                                                                |                                                                                                |                                                                                                |                                                                                                |                                                                                                |                                                                                                | Juan Carlos I (1975-2014) |                      |
|                                                                                                | Carmen Calvo (1957-)                                                                           | 18 aprile 2004                                                                                 | 9 luglio 2007                                                                                  | 3 anni e 82 giorni                                                                             |                                                                                                | PSOE                                                                                           |                                                                                                | José Luis Rodríguez Zapatero (2004-2011)                                                       | Juan Carlos I (1975-2014) | [ 22 ] [ 23 ]        |
|                                                                                                | César Antonio Molina (1952-)                                                                   | 9 luglio 2007                                                                                  | 14 aprile 2008                                                                                 | 1 anno e 272 giorni                                                                            |                                                                                                | Indipendente                                                                                   | [ 24 ] [ 25 ] [ 26 ]                                                                           | José Luis Rodríguez Zapatero (2004-2011)                                                       | Juan Carlos I (1975-2014) |                      |
| 14 aprile 2008                                                                                 | César Antonio Molina (1952-)                                                                   | 7 aprile 2009                                                                                  |                                                                                                | 1 anno e 272 giorni                                                                            |                                                                                                | Indipendente                                                                                   | [ 24 ] [ 25 ] [ 26 ]                                                                           | José Luis Rodríguez Zapatero (2004-2011)                                                       | Juan Carlos I (1975-2014) |                      |
|                                                                                                | Ángeles González-Sinde (1965-)                                                                 | 7 aprile 2009                                                                                  | 22 dicembre 2011                                                                               | 2 anni e 259 giorni                                                                            |                                                                                                | Indipendente                                                                                   | [ 27 ] [ 28 ]                                                                                  | José Luis Rodríguez Zapatero (2004-2011)                                                       | Juan Carlos I (1975-2014) |                      |
| Carica soppressa durante questo intervallo, competenze trasferite al Ministero dell'Istruzione | Carica soppressa durante questo intervallo, competenze trasferite al Ministero dell'Istruzione | Carica soppressa durante questo intervallo, competenze trasferite al Ministero dell'Istruzione | Carica soppressa durante questo intervallo, competenze trasferite al Ministero dell'Istruzione | Carica soppressa durante questo intervallo, competenze trasferite al Ministero dell'Istruzione | Carica soppressa durante questo intervallo, competenze trasferite al Ministero dell'Istruzione | Carica soppressa durante questo intervallo, competenze trasferite al Ministero dell'Istruzione | Carica soppressa durante questo intervallo, competenze trasferite al Ministero dell'Istruzione | Carica soppressa durante questo intervallo, competenze trasferite al Ministero dell'Istruzione | Felipe VI (2014-presente) |                      |
| Ministro della Cultura e dello Sport                                                           |                                                                                                |                                                                                                |                                                                                                |                                                                                                |                                                                                                |                                                                                                |                                                                                                |                                                                                                | Felipe VI (2014-presente) |                      |
|                                                                                                | Màxim Huerta (1971-)                                                                           | 7 giugno 2018                                                                                  | 14 giugno 2018                                                                                 | 6 giorni                                                                                       |                                                                                                | Indipendente                                                                                   |                                                                                                | Pedro Sánchez (2018-presente)                                                                  | Felipe VI (2014-presente) | [ 29 ] [ 30 ]        |
|                                                                                                | José Guirao Cabrera (1959-2022)                                                                | 14 giugno 2018                                                                                 | 13 gennaio 2020                                                                                | 1 anno e 213 giorni                                                                            |                                                                                                | Indipendente                                                                                   | [ 31 ] [ 32 ]                                                                                  | Pedro Sánchez (2018-presente)                                                                  | Felipe VI (2014-presente) |                      |
|                                                                                                | José Manuel Rodríguez Uribes (1968-)                                                           | 13 gennaio 2020                                                                                | 12 luglio 2021                                                                                 | 1 anno e 180 giorni                                                                            |                                                                                                | PSOE                                                                                           | [ 33 ] [ 34 ]                                                                                  | Pedro Sánchez (2018-presente)                                                                  | Felipe VI (2014-presente) |                      |
|                                                                                                | Miquel Iceta (1960-)                                                                           | 12 luglio 2021                                                                                 | 21 novembre 2023                                                                               | 2 anni e 132 giorni                                                                            |                                                                                                | PSC-PSOE                                                                                       | [ 35 ] [ 36 ]                                                                                  | Pedro Sánchez (2018-presente)                                                                  | Felipe VI (2014-presente) |                      |
| Ministro della Cultura                                                                         |                                                                                                |                                                                                                |                                                                                                |                                                                                                |                                                                                                |                                                                                                |                                                                                                | Pedro Sánchez (2018-presente)                                                                  | Felipe VI (2014-presente) |                      |
|                                                                                                | Ernest Urtasun (1982-)                                                                         | 21 novembre 2023                                                                               | In carica                                                                                      |                                                                                                |                                                                                                | CatComú                                                                                        |                                                                                                | Pedro Sánchez (2018-presente)                                                                  | Felipe VI (2014-presente) |                      |